# Непарный шелкопряд
Непарный шелкопряд, или непарник (лат. Lymantria dispar) — бабочка из семейства эребид.

## Описание
Самец и самка очень резко различаются, как формой, так и окраской — отсюда и название. Самка до 9 см ширины в размахе; передние крылья желтовато- или серовато-белые, с тёмно-бурыми поперечными, зубчатыми и волнистыми полосками, с чёрным полулунным, или в виде угла, пятном у середины и круглым маленьким близ основания; по оторочке, между жилками, ряд округлых чёрных пятнышек, брюшко толстое, с буровато-серым пушком на конце; усики и лапки чёрные. Самец до 4 см ширины в размахе; усики перистые, бурые; тёмно-серый, с такими же, но более широкими полосками и пятнами на передних крыльях, как у самки.
Яйцо вначале жёлтое, потом желтовато или розовато-серого цвета, гладкое, круглое, слегка приплюснутое сверху, диаметром 1—1,2 мм.
Гусеница до 7 1/2 см длины, 16-ногая, волосистая, с тремя тонкими, иногда малозаметными, продольными полосками на спине и с парными бородавками, из которых передние 5 пар — синие, а задние 6 пар — красные; на каждой бородавке пучок волосков; на 8-м и 10-м кольцах две оранжевые, менее заметные железки; голова тёмно-серая, с двумя продольными, почковидными, чёрными пятнами. 
Куколка матово-чёрная или тёмно-коричневая, с редкими пучками коротких рыжеватых волосков и с двумя ямками позади усиков.

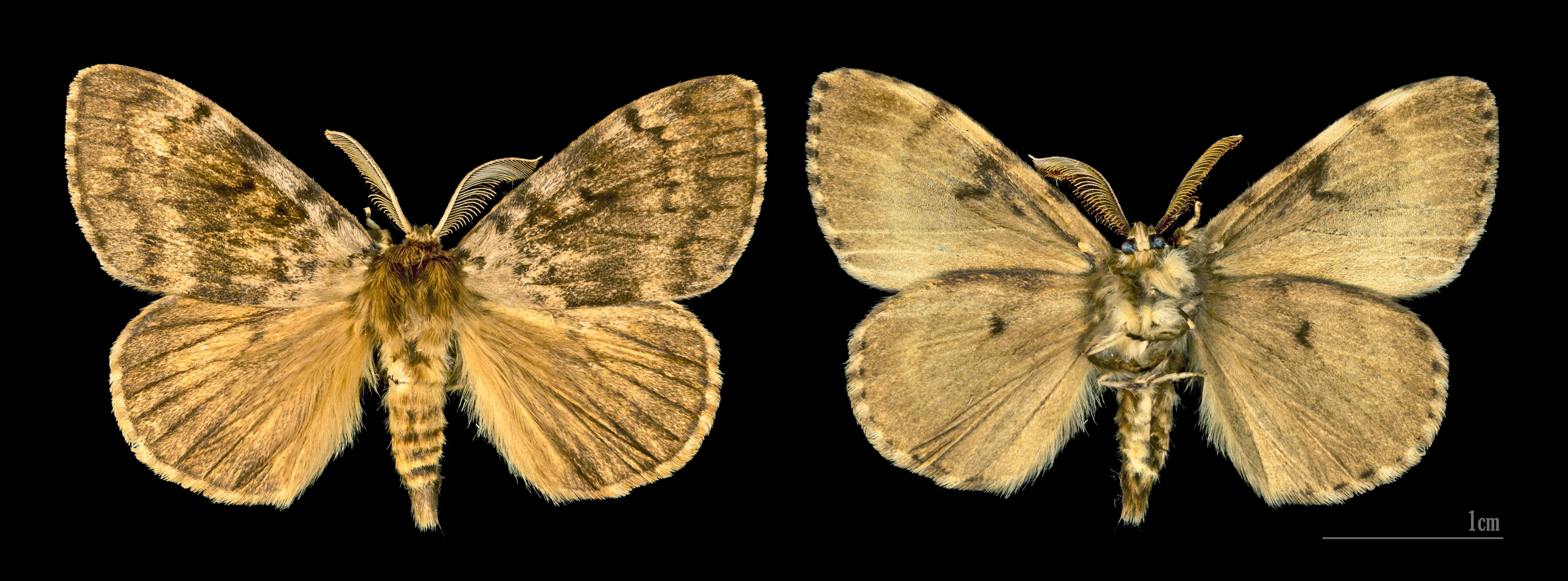
Самец
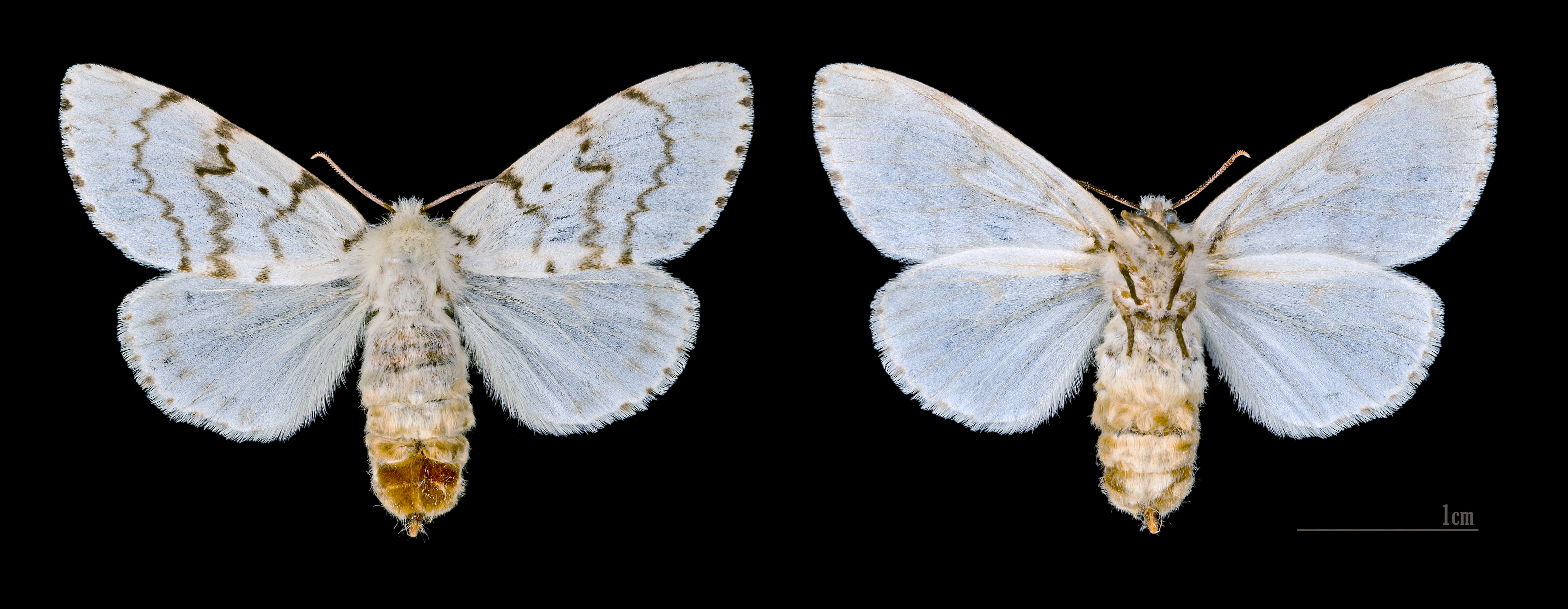
Самка
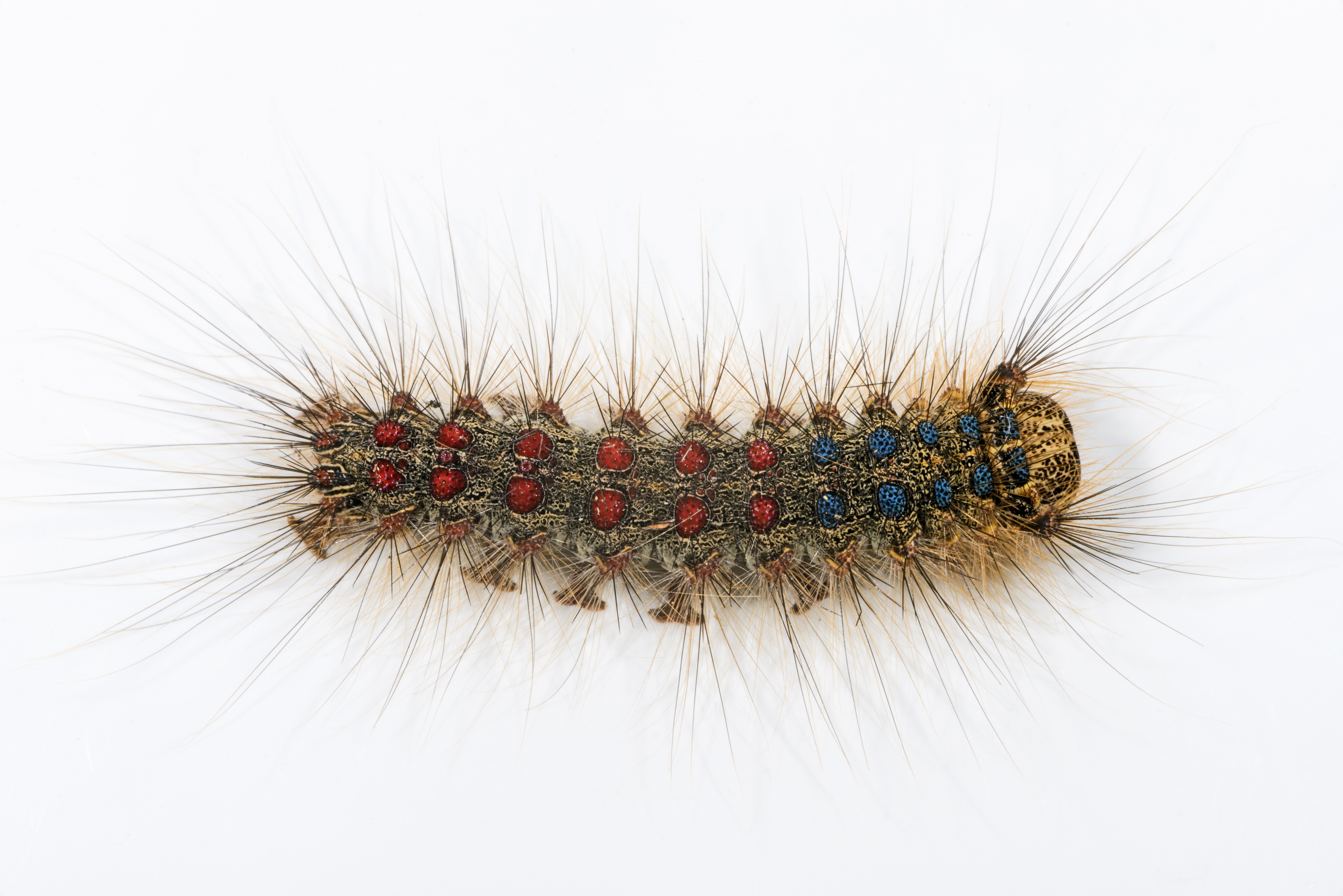
Гусеница

## Распространение

Распространение непарного шелкопряда в США по годам

Непарный шелкопряд распространён по всей Европе, на Кавказе, в Малой Азии, в Туркестане, по всей Сибири, в Японии и Северной Америке. Для данного вида характерны вспышки массового размножения с последующим объеданием лиственных лесов и садов на больших площадях. Объедают гусеницы листву почти на всех лиственных породах, из которых особенно любят дуб (Quercus) и липу (Tilia), но ясень (Fraxinus) и ольху (Alnus) не трогают, а также[прояснить] и грушу (Pyrus); при недостатке лиственных нападают иногда на хвойные породы и, уничтожая их всходы в питомниках, приносят заметный вред. Азиатская раса непарного шелкопряда отнесена в России к карантинным объектам.
Ранее была популярна история распространения непарного шелкопряда в Северной Америке из-за неосторожности энтомолога-любителя. Считалось, что яйца шелкопряда были завезены в США в конце 1860-х годов астрономом и энтомологом-любителем Этьеном Леопольдом Трувело для экспериментов по скрещиванию этого вида с тутовым шелкопрядом (Bombyx mori). Эксперименты проводились на личном участке Трувело, однако личинки быстро распространились по близлежащим лесам. Трувело обращался к коллегам для устранения возникшей проблемы, однако в то время никаких мер принято не было. Лишь в 1889 году в США непарный шелкопряд был признан вредителем. В настоящее время считается, что того количества сбежавших насекомых было бы недостаточно для формирования вспышки вредителя.

## Экология и местообитания
Бабочки появляются около середины или в конце лета; летают и спариваются по вечерам, невысоко над землёй.

### Естественные враги
Из насекомых на гусениц шелкопряда охотится жук — красотел пахучий (Calosoma sycophanta), из птиц - кукушка обыкновенная. Из перепончатокрылых на гусеницах паразитирует наездник Ichneumon sarcitorius.

## Развитие

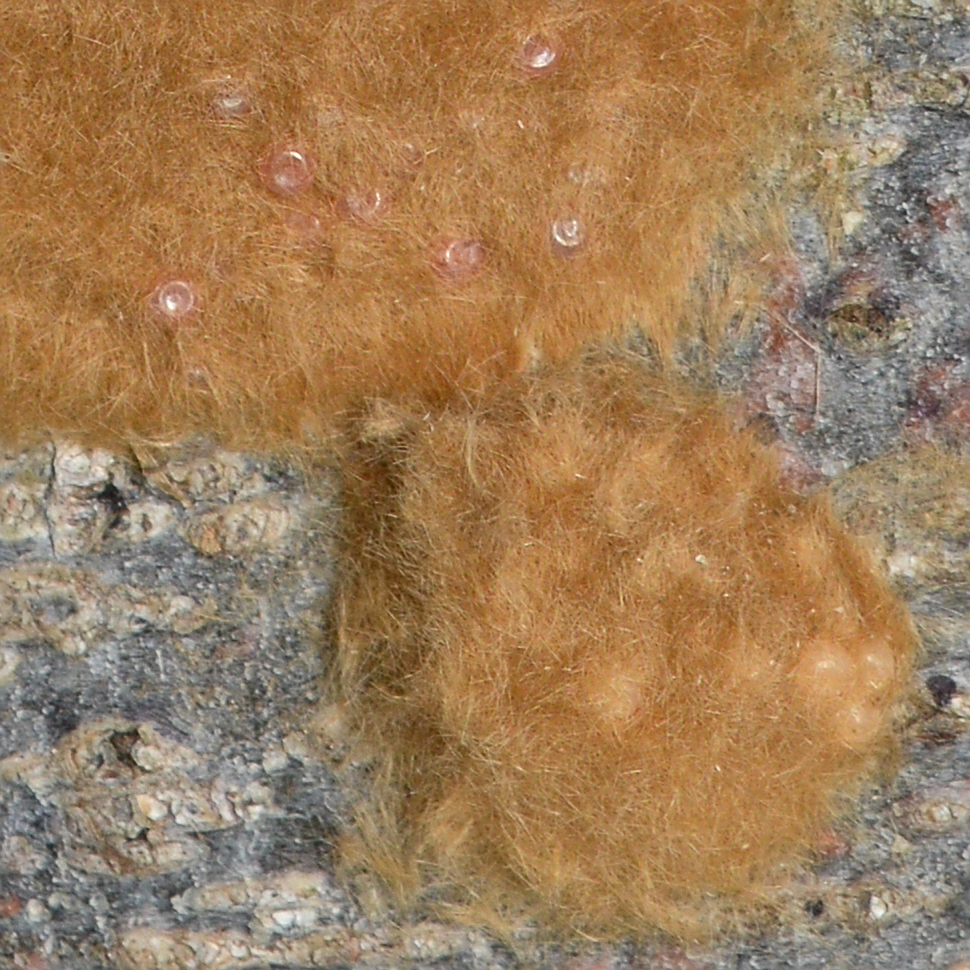
Скопление яиц непарного шелкопряда

Самки кладут яйца в углубления коры стволов и пней, кучками по несколько сот штук. Сверху самки покрывают их желтовато-серыми волосками со своего тела. Кучки яиц покрывают иногда сплошными пушистыми кольцами основания стволов деревьев, но также попадаются на камнях, постройках и т. д. Яйца зимуют, не теряя своей жизнеспособности даже после 10-дневного пребывания под водой.
Вылупляются гусеницы ранней весной; они покрыты несоразмерно длинными и многочисленными волосками. Начиная с июня — середины июля, в зависимости от температурного режима, происходит окукливание. Куколки невысоко от земли в щелях коры, на нижних ветвях, иногда между недоеденными листьями, стянутыми паутиной. Стадия куколки длится 10—15 дней.

## Повреждаемые культуры
Непарный шелкопряд — полифаг, повреждает до 300 видов растений, почти все лиственные породы, часть хвойных, многие виды кустарников. Предпочитаемые породы — дуб, берёза, тополь, липа, ива, слива, яблоня. Это типичный лесной вредитель. В период массового размножения сильно объедает деревья на значительных площадях.